# 송승민 (축구 선수)
송승민(1992년 1월 11일 ~ )은 대한민국의 축구 선수이며 포지션은 공격수이다. 현 K리그2 충남 아산 FC에서 활약하고 있다.

## 클럽 경력
인천대학교에서 주로 중앙 공격수로 활약하였고, 2014년 드래프트를 통해 5순위로 K리그 챌린지의 광주 FC에 입단하였다. 2014 시즌 리그 2라운드 부천과의 경기에서 프로 데뷔전을 치렀다. 시즌 초반엔 측면 공격수로 많은 기회를 잡았으나 여름 이적 시장을 기점으로 주전 경쟁에서 밀려났고 방출 위기까지 몰렸다. 하지만 경남과의 승강 플레이오프 2차전, 전반전 초반 부상을 입은 디에고를 대체하여 출전하여 좋은 활약을 펼치며 팀의 승격에 공헌하였고, 이 활약을 바탕으로 2015 시즌엔 다시 주전으로 복귀하였다. 2015년 6월 20일 성남과의 경기에서 프로 데뷔골을 기록하였다.
2017년 6월 28일 강원 FC전을 통해 67경기 리그 연속 출전을 기록, K리그 클래식 최다 연속 출전 기록을 갱신하였다.
2018 시즌을 앞두고 포항 스틸러스로 이적하였다.
2019시즌 중반 상주 상무로 입대를 했다.
2021시즌을 앞두고 광주 FC로 1년간 임대되었다.
2022시즌을 앞두고 충남 아산 FC에 입단했다.